# Cúc mai
Cúc mai hay còn gọi thu thảo, cỏ mui (danh pháp khoa học: Tridax procumbens) là một loài thực vật có hoa trong họ Cúc. Loài này được (L.) L. miêu tả khoa học đầu tiên năm 1753.